# 魯氏短平口鯰
魯氏短平口鯰為輻鰭魚綱鯰形目長鬚鯰科的其中一種，分布於南美洲亞馬遜河及奧里諾科河流域，體長可達192公分，棲息在水底，屬肉食性，生活習性不明。